# 王永慶
王永慶（おう えいけい、1917年1月18日 - 2008年10月15日）は台湾の台湾プラスチックグループの創業者。「台湾の松下幸之助」「台湾工業の父」「経営の神様」と言われている。かつては台湾一の富豪とされ、フォーブスの2007年度世界長者番付では世界第8位の富豪となった。

## 人物
台北県の貧しい家庭に生まれ、15歳の時に米屋の丁稚として働き始めた。一年後には王は自らの店を開き、精米所の経営にも乗り出した。その後、製材業で成功し、台湾政府がプラスチック業の奨励策を打ち出すと、1954年に、王は台湾プラスチックを設立し、4年後には南亜プラスチックを設立した。その後、王は総資産・売上高・従業員数が台湾最大の民間企業に育て上げた。六四天安門事件から5か月後の1989年に、鄧小平ら中華人民共和国の指導者と会談して巨額の対中投資を行う「海滄計画」を決定して台湾政府によって中止に追い込まれるも、中国進出を推し進め続けた。2008年10月15日朝（米東部時間）になって体調が悪くなり、ニュージャージー州の病院に搬送されたが9時38分に死去した。親交のあった郭台銘（鴻海精密工業会長）は「台湾の産業に最大の損失」と王の死を惜しみ、跪拝したことで話題となった。

## 家族
- 王文洋 - 長男。元中国共産党中央委員会総書記の江沢民の息子である江綿恒と合弁企業宏力半導体を設立した。
- 王雪紅 - 次女。HTCの創業者兼会長。上海科技大学信息学院院長[5]。